# Patric Heizmann

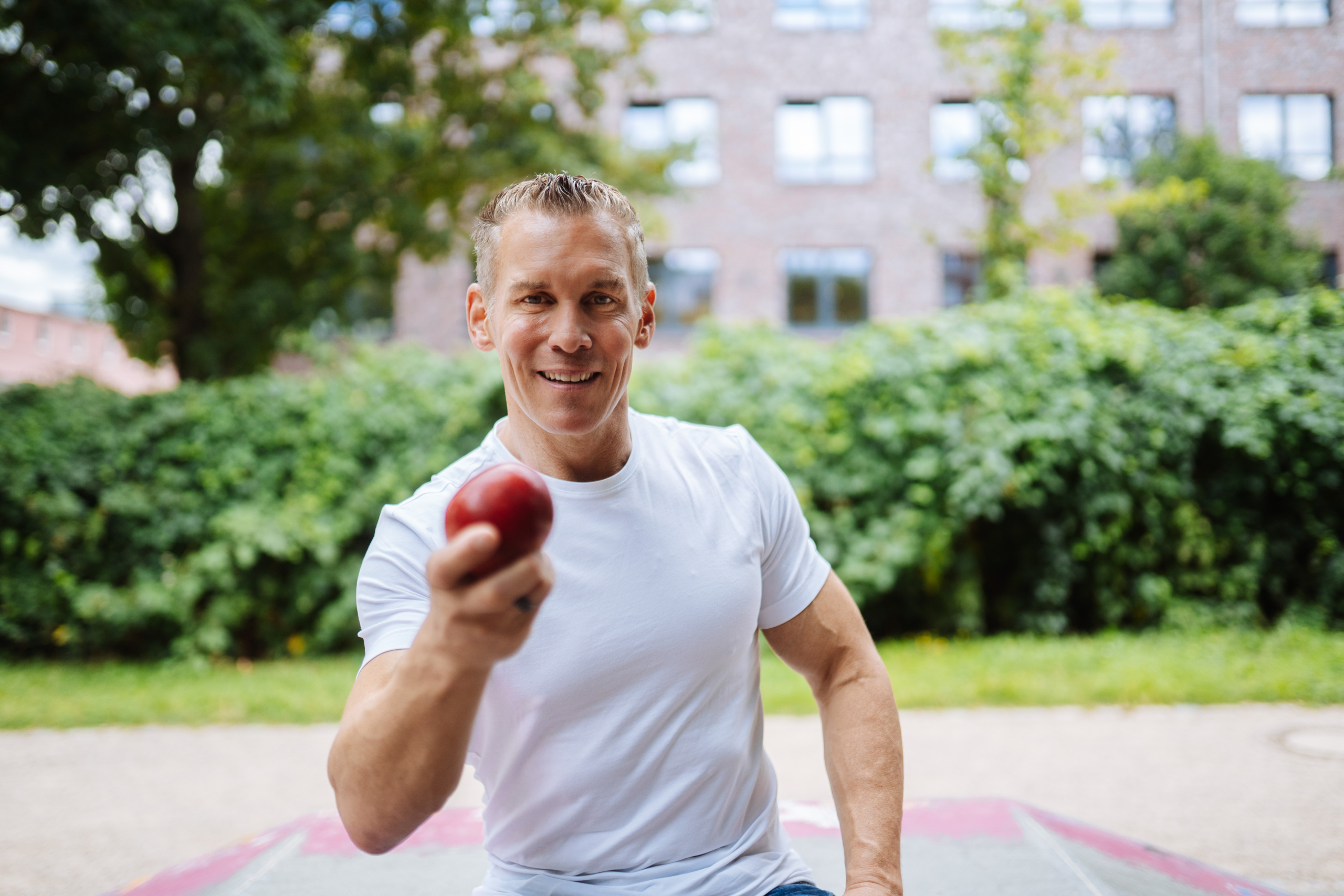
Patric Heizmann (2021)

Patric Heizmann (* 1. Juli 1974 in Freiburg) ist ein deutscher Fitnesstrainer und Entertainer, der sich vor allem mit den Themen Gesundheit, Ernährung und Bewegung beschäftigt.

## Leben
Patric Heizmann verbrachte seine Kindheit in Kirchzarten und lebte anschließend für einige Jahre in Hamburg. Mittlerweile lebt der verheiratete Vater von zwei Kindern mit seiner Familie wieder in Kirchzarten. Er machte eine Ausbildung zum Radio- und Fernsehtechniker und erwarb während seines Zivildienstes eine Trainerlizenz. Anschließend war er als Coach tätig. Außerdem machte er ein Fernstudium in Sportmanagement.
Von 2000 bis Ende 2008 war Heizmann als Seminarleiter und Ausbilder für verschiedene Unternehmen in der Fitnessbranche tätig. Als Entertainer stand er mit seiner Show Ich bin dann mal schlank – Comedy mit Nährwert im Jahre 2013 auf der Bühne. Seit 2016 tourt er mit seinem neuen Bühnenprogramm Essen erlaubt!
Im November 2013 trat er zusammen mit Ronja Hilbig bei Stefan Raabs TV Total Turmspringen beim Synchronspringen an. Im gleichen Jahr produzierte die Brainpool TV GmbH Heizmanns Solo-Bühnenprogramm fürs Fernsehen. Am 1. März 2014 strahlte der Fernsehsender RTL diese Show unter dem Titel Ich bin dann mal schlank aus.
Seit Januar 2017 vermarktet Heizmann ein Online-Coaching-Programm mit Schwerpunkten auf den Bereichen Ernährung, Bewegung und Motivation. Seit 2019 vertreibt er seine eigenen Nahrungsergänzungsmittel.

## Werke
- Ich bin dann mal schlank – die Erfolgsmethode. Draksal Fachverlag, Leipzig 2009, ISBN 978-3-932908-56-9.
- Ich bin dann mal schlank – das Koch- und Rezeptbuch. Draksal Fachverlag, Leipzig 2010, ISBN 978-3-932908-63-7.
- Ich bin dann mal schlank – das Erfolgsprogramm. GU Verlag, München 2011, ISBN 978-3-8338-2083-0.
- Ich bin dann mal schlank – Besser durchhalten mit der Protein-Plus-Formel. GU Verlag, München 2011, ISBN 978-3-8338-2480-7.
- Ich bin dann mal einkaufen – Der Schlankführer durch den Supermarkt. Draksal Fachverlag, Leipzig 2011, ISBN 978-3-86243-014-7.
- Ich bin dann mal schlank – das Kochbuch. GU Verlag, München 2011, ISBN 978-3-932908-63-7.
- Ich bin dann mal schlank – im Job. Draksal Fachverlag, Leipzig 2012, ISBN 978-3-86243-083-3.
- Ich mach mich mal dünn – Neues aus der Problemzone. Heyne Verlag, München 2012, ISBN 978-3-453-20009-8.
- Wir sind dann mal schlank – Das Abnehmprogramm für Zwei. GU Verlag, München 2013, ISBN 978-3-8338-3285-7.
- Ich mach mich mal dünn – Vom Kampf mit dem inneren Schweinehund. Heyne Verlag, München 2015, ISBN 978-3-453-60339-4.
- Essen erlaubt! Heyne Verlag, München 2015, ISBN 978-3-453-60376-9.
- Schlank an einem Tag – Diätfrei für immer. Südwest, München 2016, ISBN 978-3-517-09540-0.

## Diskographie
- Der perfekte Trainingsstart – Abnehmen! Muskelaufbau! Vitalität! 3 CDs, Eigenverlag 2008.
- Ich bin dann mal schlank – das Hörspiel auf CD. Draksal Fachverlag, Leipzig 2009.
- Ich bin dann mal schlank – die Fitness-DVD. Riva Verlag, München 2011.
- Ich bin dann mal schlank – Die Show Live. Draksal Fachverlag, Leipzig 2011, ISBN 978-3-86243-029-1.
- Patric Heizmann Live – Ich bin dann mal schlank auf DVD. Sony Music Entertainment, München 2013.
- Essen erlaubt! Hörbuch, gelesen von Florian Odendahl, ABOD Verlag, München 2015, ISBN 978-3-95471-487-2.
- einfach gesund & schlank – der wissenschaftliche Comedy-Podcast zusammen mit Andreas Scholz, von Januar bis Oktober 2014 und der Podcast schlank + gesund fortlaufend seit Oktober 2016.

## Live-Shows
- Gesunde Ernährung (Gesundheitsvorträge in Fitness-Studios, bis 2008)
- Glück schmeckt (2009)
- Ich mach mich mal dünn (Buch-Lesungen) (2012)
- Kopf oder Bauch (2012)
- Ich bin dann mal schlank – Live! (2011 bis 2015 fortlaufend als Tournee in Deutschland, Österreich und der Schweiz)
- Essen erlaubt! (seit 2016 fortlaufend als Tournee in Deutschland, Österreich und der Schweiz)